# Stereopalpus
Stereopalpus is een geslacht van kevers van de familie snoerhalskevers (Anthicidae).

## Soorten
- S. bidifus Abdullah, 1965
- S. californicus Abdullah, 1965
- S. carolinensis Abdullah, 1965
- S. centroasiatica (Semenow, 1893)
- S. columbianus Hopping, 1925
- S. eva (Semenow, 1895)
- S. guttatus LeConte, 1855
- S. hirtus Hatch, 1965
- S. mellyi LaFerté-Sénectère, 1849
- S. nagayamai Nakane, 1983
- S. nimius Casey, 1895
- S. pruinosus LeConte, 1874
- S. rufipes Casey, 1895
- S. tokioensis Nakane, 1983
- S. vestita (Say, 1824)